# Reinhard Birkenstock
Reinhard Georg Birkenstock (* 24. Dezember 1944 in Dillbrecht, heute Haiger-Dillbrecht; † 13. Juni 2018) war ein deutscher Rechtsanwalt, der sich auf Strafverteidigung spezialisiert hatte.

## Leben und Wirken
Nach dem Abitur im Jahr 1965 am Städtischen Jungen-Gymnasium am Löhrtor in Siegen studierte Birkenstock Rechtswissenschaften in Lausanne, Heidelberg und Bonn und schloss im Jahr 1971 mit dem ersten Staatsexamen ab. Er arbeitete als Referendar im Oberlandesgerichtsbezirk Köln und absolvierte dort 1975 sein zweites Staatsexamen. 1999 bildete er sich zum Fachanwalt für Strafrecht weiter und wurde 2004 zum Thema „Die Bestimmtheit von Straftatbeständen mit unbestimmten Gesetzesbegriffen: am Beispiel der Verletzung des Verkehrsverbots bedenklicher Arzneimittel unter besonderer Berücksichtigung des Bundesverfassungsgerichts“ an der Philipps-Universität Marburg zum Dr. jur. promoviert.
Seit 1975 arbeitete Birkenstock in Köln selbständig als Anwalt. Ende der 1970er Jahre wurde er durch sein Mandat im Herstatt-Bank-Prozess bekannt. In den Jahren 1995 und 1996 verteidigte Birkenstock den wegen Spionage für die DDR angeklagten ehemaligen Parlamentarischen Geschäftsführer der SPD-Bundestagsfraktion Karl Wienand. Weitere öffentlichkeitsträchtige Mandate nahm er in den Verfahren um die Gerling-Versicherungsgruppe und im Parteispendenskandal der Kölner SPD wahr.
Birkenstock war als Strafverteidiger des TV-Meteorologen Jörg Kachelmann im Kachelmann-Prozess wegen Vergewaltigungsvorwürfen einer Frau bestellt, bis Kachelmann sich überraschend – auf Anraten von Ralf Witte, der Sorge hatte, dass wie er auch Kachelmann zu Unrecht verurteilt wird – von ihm trennte und am 29. November 2010 an seiner Stelle den Hamburger Anwalt Johann Schwenn mit seiner Verteidigung beauftragte. Kachelmann forderte in einem Zivilverfahren vor dem Landgericht Köln die über die ursprünglich vereinbarten 250.000 Euro hinaus gezahlten 37.500 Euro zurück. Birkenstock dagegen machte mit Erfolg weitere 14.865 Euro geltend.
Birkenstock verteidigte im Jahr 2011 den Kunstfälscher Wolfgang Beltracchi; Birkenstocks Sohn, der Filmemacher Arne Birkenstock, drehte einen Dokumentarfilm über den Fall. Im Jahr 2012 vertrat Birkenstock 15 ehemalige Mitarbeiter des Unternehmens Envio bei der Anklage gegen den Inhaber Dr. Dirk Neupert und weitere leitende Angestellte wegen vorsätzlicher Körperverletzung. Envio, so die Staatsanwaltschaft, habe durch illegale Giftgeschäfte eine große Zahl von Menschen in die Gefahr einer Gesundheitsschädigung gebracht.
Birkenstock war langjähriges Mitglied der SPD, für die er in den 1970er Jahren auch im Rat der Gemeinde Hürth saß. Er war verheiratet, hatte sechs Kinder und lebte zuletzt in Köln.
Er starb am 13. Juni 2018 im Alter von 73 Jahren nach schwerer Krankheit.

## Werke
- Reinhard Birkenstock (Hrsg.): Audiatur et altera pars: Richter und Gerichtsszenen in der geistlichen und weltlichen Literatur. dtv, München 2006, ISBN 978-3-423-34298-8.
- Die Bestimmtheit von Straftatbeständen mit unbestimmten Gesetzesbegriffen: am Beispiel der Verletzung des Verkehrsverbots bedenklicher Arzneimittel unter besonderer Berücksichtigung des Bundesverfassungsgerichts. Aschendorff-Rechtsverlag, Münster/Köln 2004, ISBN 3-933188-26-1 (Dissertation).
- Verfahrensrügen im Strafprozess: Rechtsprechungs-Sammlung. O. Schmidt, Köln 2004, ISBN 3-504-16561-8.
- Wolfgang Bornheim, Reinhard Birkenstock: Steuerfahndung – Steuerstrafverteidigung: Durchsuchung, Beschlagnahme, Verhaftung, Befugnisse der Steuerfahndung, Selbstanzeige, Verteidigungsstrategien. Verl. Neue Wirtschafts-Briefe, Herne/Berlin 1998, ISBN 3-482-48921-1.
- Reinhard Birkenstock (Hrsg.): Kostproben, Teil 3. Janus-Verlag, Köln 1990, ISBN 3-922607-12-8.